# La Fureur des gladiateurs
Pour plus de détails, voir Fiche technique et Distribution.
La Fureur des gladiateurs (titre original : I due gladiatori) est un film italien de Mario Caiano sorti en 1964.

## Synopsis
Dans la Rome antique, l'empereur Commode règne par la terreur et ne se préoccupe guère de la famine affaiblissant son pays. Seuls les jeux de cirque arrivent à le distraire. Conscient du danger qui menace l'empire, le sénateur Tarrunius se rend en Gaule pour retrouver le centurion Lucius Crassus afin de lui révéler qu'il est le frère jumeau de Commode. Poussé par Tarrunius, il décide de se soulever contre lui afin de sauver Rome mais échoue. Emprisonné, il fait la connaissance d'Emilia dont la beauté a rendu jalouse la favorite de l'empereur qui la fait arrêter. Les deux frères vont devoir alors s'affronter...

## Fiche technique
- Titre original : I due gladiatori
- Titre anglophone : The Two Gladiators
- Réalisation : Mario Caiano
- Scénario : Mario Amendola, Alfonso Brescia et Tamara Lees (version anglaise)
- Directeur de la photographie : Pier Ludovico Pavoni
- Montage : Nella Nannuzzi
- Musique : Carlo Franci
- Costumes : Mario Ciorsi
- Décors : Pier Vittorio Marchi
- Genre : Péplum
- Pays :  Italie
- Durée : 100 minutes
- Date de sortie :
  - Italie : 10 juillet 1964
  - Allemagne de l'Ouest : 20 août 1965
  - France : 3 février 1965[1]
  - République tchèque : 11 janvier 2010 (sortie en DVD)

## Distribution
- Richard Harrison (VF : Jean-Claude Michel) : Lucius Crassus
- Moira Orfei  (VF : Nadine Alari) : Marzia
- Alberto Farnese (VF : René Bériard) : Leto
- Mimmo Palmara (VF : Georges Aminel) : Commode
- Mirko Ellis (VF : Michel Maurette) : Le sénateur Pertinax/Pertinace
- Piero Lulli (VF : Jacques Beauchey) : Cléandre
- Enzo Fiermonte (VF : Yves Furet) : Octave Craticus/Ottavio Cratico
- Ivy Holzer (VF : Martine Sarcey) : Emilia
- Giuliano Gemma (VF : Philippe Mareuil) : Horace / Orazio
- Álvaro de Luna (VF : Jacques Degor) : Marcus Palencius/Pannunzio
- Franco Cobianchi  (VF : William Sabatier) : Mucius Pompée
- Gianni Solaro  (VF : Raymond Loyer) : Le sénateur Crassus Tarrunus/Tarrunio
- Renato Montalbano : Le centurion de la prison
- Nello Pazzafini : Le Décurion
- Pino Mattei (VF : Lucien Bryonne) : Le geôlier